# Con la musica alla radio
Con la musica alla radio è un brano musicale della cantante italiana Laura Pausini. È il primo singolo che anticipa l'uscita dell'album Laura Live World Tour 09 del 2009, trasmesso in radio dal 25 settembre.

## Descrizione
Il brano è un inedito scritto da Laura Pausini e Cheope, la musica è realizzata da Laura Pausini e Daniel Vuletic; l'adattamento spagnolo è di Ignacio Ballesteros.
La canzone viene tradotta in lingua spagnola con il titolo Con la musica en la radio, inserita nell'album Laura Live Gira Mundial 09 ed estratta come primo singolo in Spagna e in America Latina.
Pur non arrivando ai vertici delle classifiche ufficiali, viene frequentemente trasmesso in radio.

## Video
Il videoclip (in lingua italiana e in lingua spagnola) è stato diretto dal regista Gaetano Morbioli e girato nell'estate 2009 a New York.
L'ispirazione, i riferimenti, le ambientazioni e lo stile del video riportano agli anni ottanta.
I videoclip di Con la musica alla radio e Con la musica en la radio vengono inseriti nei DVD Laura Live World Tour 09 e Laura Live Gira Mundial 09. È presente inoltre il Making of the video.

## Tracce
CDS - Promo Warner Music Danimarca
1. Con la musica alla radio
2. Con la musica en la radio

CDS - Promo 7509857333024 Warner Music Messico
1. Con la musica en la radio

Download digitale
1. Con la musica alla radio
2. Con la musica en la radio

## Pubblicazioni
Con la musica alla radio viene inserita in versione Live negli album Inedito - Special Edition del 2012 (video) e Fatti sentire ancora/Hazte sentir más del 2018 (Medley video); in una versione rinnovata nell'album 20 - The Greatest Hits del 2013 e nella compilation quadrupla Radio Italia Awards, pubblicato da Radio Italia il 15 aprile 2016.
Con la musica en la radio viene inserita in versione Live nell'album Inédito - Special Edition del 2012 (video) e in una versione rinnovata nell'album 20 - Grandes Exitos del 2013.

## Nomination
Nel 2010 Con la musica en la radio riceve due nomination ai Premios Orgullosamente Latino nelle categorie Canzone latina dell'anno e Video latino dell'anno.

## Classifiche
| Classifica (2009) | Posizione massima |
| ----------------- | ----------------- |
| Italia            | 10                |

Con la música en la radio
| Classifica (2009) | Posizione massima |
| ----------------- | ----------------- |
| Cile              | 64                |

## Interpretazioni dal vivo
Il 18 maggio 2014 Laura Pausini esegue il brano Con la musica alla radio in versione live (accompagnata con il flauto traverso) in duetto con le cantanti italiane Malika Ayane (al violoncello) Noemi (al pianoforte), Emma, Paola Turci e L'Aura (alla chitarra), Syria (alla consolle) e La Pina (in un momento rap) al Teatro antico di Taormina (trasmesso in tv su Rai 1 il 20 maggio con il titolo Stasera Laura: ho creduto in un sogno), tappa del The Greatest Hits World Tour 2013-2015.